# Мирбабаева, Башорат Толагановна
Башорат Мирбабаева (узб. Bashorat Toʻlaganovna Mirboboyeva; 5 декабря 1916 — 20 марта 2010) — машинист паровоза в Узбекской ССР. Помимо того, что она была первой женщиной в Узбекской ССР, которая водила поезд, она также была первой узбекской женщиной, прыгнувшей с парашютом с самолета.

## Ранний период жизни
Родилась в Алматы 5 декабря 1916 года. Мало что известно о ее молодости и даже о том, когда она переехала в Узбекскую ССР до того, как стала знаменитой. В середине 1930-х годов она посещала местный аэроклуб, работая радисткой на железной дороге в Ташкенте. В аэроклубе ее инструктором был Абдусамат Тайметов, первый узбекский летчик. В августе 1935 года она стала первой узбекской женщиной, прыгнувшей с парашютом с самолет.

## Железнодорожная карьера
В 1937 году окончила обучение на помощника машиниста паровоза. Прежде чем учиться на ведущего машиниста локомотива, Лазарь Каганович призывал женщин обучаться управлению паровозами, поэтому она тренировалась вместе с 26 другими женщинами-железнодорожниками в Центральной Азии, которые прошли обучение на машинистов железной дороги.В 1939 году она впервые управляла паровозом в качестве ведущего машиниста. Вскоре после этого она создала женскую локомотивную бригаду для поддержки военных действий во время Второй мировой войны.Во время войны она возила поставки грузов из Узбекской ССР на передовую. Однажды, 21 декабря 1941 года, она вела паровоз с делегацией для посещения узбекских воинов на передовой, в которую входил Председатель Узбекской ССР Юлдаш Ахунбабаев. 11 апреля 1943 года она представляла узбекских женщин на слете матерей и жен фронтовиков. Всего за день до окончания войны ее муж был убит. После войны она продолжила работать машинистом железной дороги и перешла на вождение тепловоза. В 1951 году ее фотография, сделанная в ташкентском железнодорожном депо, стала обложкой популярного журнала «Огонек».

## Дальнейшая жизнь
Первоначально после ухода с машиниста локомотивов она занималась патриотическим воспитанием молодежи. После распада Советского Союза она осталась в безвестности и отмечалась в Узбекистане только после эпохи Каримова. Она умерла в Ташкенте в марте 2010 года.